# Heriades usakensis
Heriades usakensis är en biart som beskrevs av Cockerell 1937. Heriades usakensis ingår i släktet väggbin, och familjen buksamlarbin. Inga underarter finns listade i Catalogue of Life.